# Aruba na Letnich Igrzyskach Olimpijskich 2020
Aruba na Letnich Igrzyskach Olimpijskich 2020 – występ kadry sportowców reprezentujących Arubę na igrzyskach olimpijskich, które odbyły się w Tokio w Japonii, w dniach 23 lipca - 8 sierpnia 2021 roku.
Reprezentacja Aruby liczyła troje zawodników - dwóch mężczyzn i jedną kobietę, którzy wystąpili w 2 dyscyplinach.
Był to dziewiąty start tego terytorium zależnego na letnich igrzyskach olimpijskich.

## Reprezentanci

### Strzelectwo
| Zawodnik      | Konkurencja               | Eliminacje | Eliminacje | Finał    | Finał   | Pozycja |
| Zawodnik      | Konkurencja               | Rezultat   | Pozycja    | Rezultat | Pozycja | Pozycja |
| ------------- | ------------------------- | ---------- | ---------- | -------- | ------- | ------- |
| Philip Elhage | Pistolet pneumatyczny 10m | 556        | 35.        | NQ       | NQ      | 35.     |

### Pływanie
Mężczyźni
| Zawodnik         | Konkurencja        | Eliminacje | Eliminacje | Półfinał | Półfinał | Finał    | Finał   | Pozycja |
| Zawodnik         | Konkurencja        | Rezultat   | Pozycja    | Rezultat | Pozycja  | Rezultat | Pozycja | Pozycja |
| ---------------- | ------------------ | ---------- | ---------- | -------- | -------- | -------- | ------- | ------- |
| Mikel Schreuders | 100 m st. dowolnym | 49,31      | 30.        | NQ       | NQ       | NQ       | NQ      | 30.     |
| Mikel Schreuders | 200 m st. dowolnym | 1:49,43    | 33.        | NQ       | NQ       | NQ       | NQ      | 33.     |

Kobiety
| Zawodniczka    | Konkurencja       | Eliminacje | Eliminacje | Półfinał | Półfinał | Finał    | Finał   | Pozycja |
| Zawodniczka    | Konkurencja       | Rezultat   | Pozycja    | Rezultat | Pozycja  | Rezultat | Pozycja | Pozycja |
| -------------- | ----------------- | ---------- | ---------- | -------- | -------- | -------- | ------- | ------- |
| Allyson Ponson | 50 m st. dowolnym | 26,03      | 39.        | NQ       | NQ       | NQ       | NQ      | 39.     |